# Патрік Діксон
Патрік Діксон (англ. Patrick Dixon; нар. 1957) — письменник і бізнес-консультант, якого часто називають футуристом, голова компанії з прогнозування тенденцій Global Change Ltd. Він також є засновником міжнародного агентства з питань СНІДу ACET та головою Міжнародного альянсу ACET.
У 2005 році він був визнаний одним із 20 найвпливовіших бізнес-мислителів згідно з «Thinkers 50» (приватне опитування, надруковане The Times). Діксон також був включений до «Independent on Sunday» за 2010 рік із посиланням на ACET та інші його роботи, спрямовані на боротьбу зі стигмою СНІДу.

## Медична кар'єра
Патрік Діксон вивчав медичні науки в Королівському коледжі Кембриджу та продовжив медичне навчання в лікарні Чарінг-крос у Лондоні. У 1978 році, будучи студентом медичного факультету, він заснував IT-стартап Medicom, який продавав медичне програмне забезпечення у Великій Британії та на Близькому Сході на основі перших персональних комп'ютерів. Отримавши кваліфікацію лікаря, він піклувався про людей, які помирали від раку, у хоспісі Святого Йосипа, а потім як частина спільнотної групи догляду, що базувалася в лікарні Університетського коледжу в Лондоні, а також продовжував надавати консультації з ІТ неповний робочий день.
У 1988 році він започаткував благодійну організацію проти СНІДу ACET після публікації своєї першої книги «Правда про СНІД», яка попереджала про катастрофу, що розгортається, яка відтоді вразила багато країн Африки на південь від Сахари. ACET швидко розвивався, надаючи послуги догляду вдома в Лондоні та інших частинах Великої Британії, а також національну програму статевого виховання в школах, охопивши понад 450 000 учнів.
Діксон більше не практикує як лікар, але продовжує активно брати участь як голова Міжнародного альянсу ACET. Зараз це мережа незалежних національних програм з догляду та профілактики СНІДу, які мають однакову назву та цінності, які діють у 23 країнах Європи, Африки та Азії. 

## Аналіз тенденцій, бізнес-консультації та написання
Зараз Патрік Діксон консультує великі корпорації в багатьох галузях промисловості щодо тенденцій, стратегії, управління ризиками та можливостей для інновацій, щороку виступаючи з основними доповідями тисячам бізнес-лідерів на корпоративних заходах.
З 1990-х років Діксон написав 15 книг, які охоплюють широкий спектр питань і макротенденцій, включаючи соціальні медіа, багатоканальний маркетинг, споживчі зміни, демографічну ситуацію, піднесення економік, що розвиваються, охорону здоров'я, біотехнології, соціальні питання, стійкий розвиток, політику та ділову етику .
Futurewise, вперше опублікований у 1998 році, використовує слово FUTURE як мнемонічне позначення «Шість обличь майбутнього», яке вплине на кожен великий бізнес: Fast, Urban, Tribal, Universal, R dical та Ethical . Діксон оптимістично оцінює здатність людських інновацій вирішувати складні проблеми:
Це тисячоліття стане свідком найбільших викликів для виживання людства, які ми коли-небудь бачили, і багато з них постануть перед нами в перші роки першого століття. Це також забезпечить нас наукою та технологіями, що перевершують наші найзаповітніші уяви, і найбільшою зміною цінностей за понад 50 років. У майбутньому, сторінка xi
Книга «Побудова кращого бізнесу», опублікована в 2005 році, описує новий підхід до лідерства, управління, маркетингу, команд, брендів, відносин з клієнтами, інновацій, стратегії, корпоративного управління та цінностей. У книзі використовуються уроки волонтерства та некомерційних організацій, щоб мотивувати та надихнути велику кількість людей на досягнення великих результатів. У ньому Діксон стверджує, що будь-яке успішне лідерство походить від звернення до спільного бажання кращого майбутнього — для клієнтів, працівників, акціонерів і громад. Він нападає на «небезпечну» одержимість акціонерною вартістю в багатьох глобальних корпораціях:
Our society has come to see that a strategy to build shareholder value without a clear mission based on robust ethical values, is a complete nonsense.  In fact it has proved one of the fastest ways of destroying an entire global business.
Сталий розвиток, опублікований у 2010 році, співавтором якого є Йохан Горецкі, описує екологічні технології та інновації в багатьох галузях промисловості, які, на думку Діксона, допоможуть змінити та захистити світ.

## Особисте життя
Діксон одружений з Шейлою, має чотирьох дорослих дітей, у тому числі поп-виконавця Пола Діксона (відомого як fyfe, раніше David's Lyre), і живе в Лондоні, де сім'я бере активну участь у місцевій церкві та громадському житті.

## Роботи
Патрік Діксон публікує відеозвернення на своєму телевізійному сайті. Він заявляє про понад 15 мільйонів глядачів ☃☃, а YouTube демонструє понад 5 мільйонів переглядів відео на його каналі.

### Книги
The Thinkers 50 відзначили спокійне ставлення Діксона до власного інтелектуального капіталу, оскільки він робить більшу частину його доступною на веб-сайті Global Change безкоштовно.
- Правда про СНІД — Kingsway / Міжнародний альянс ACET 1987, 1989, 1994, нове видання 2004
- СНІД і молодь — Kingsway 1989
- СНІД і ти — Kingsway / ACET Int. всі. 1990, 2004
- Генетична революція —Kingsway 1993, 1995
- Зростаюча ціна кохання — Kingsway 1994
- Ознаки відродження — Kingsway 1994, 1995
- З гетто — Слово 1995
- Правда про Вестмінстер — Kingsway1995
- Правда про наркотики — Hodder1996
- Кіберцерква — Kingsway 1996
- На майбутнє — HarperCollins 1998, 2001, Profile Books 2003, перевидано 2004, 2005, 4-е видання 2007
- Острів Болей — HarperCollins 2000 — трилер
- Building a Better Business — Profile Books 2005
- Стійкість — Kogan Page 2010

### Переклади українською
- Патрік Діксон. Майбутнє (майже) всього. Як зміниться світ протягом наступних ста років. Переклад з англійської: Ігор Возняк. Харків: Віват. 2021. 432 стор. ISBN 978-966-982-387-8

### Вибрані статті
- Прокинься до сильніших племен і довшого життя — Financial Times[10]